# Choiseul Sound
Der Choiseul Sound [ˌtʃɔɪzəl ˈsaʊnd] (spanisch seno Choiseul) ist ein Meeresarm Ostfalklands, der dessen Norden und Lafonia zu wesentlich mehr als der Hälfte trennt. Im Sund gibt es etliche kleine Inseln, im Osten befindet sich ihm vorgelagert Lively Island. Ein Isthmus bei Goose Green und Darwin trennt ihn von einer Verengung des Grantham Sounds, der Teil des Falklandsunds ist. Am Choiseul Sound befinden sich der Hafen Mare Harbour, die Ortschaften Goose Green, Darwin, Walker Creek sowie Lively Settlement auf Lively Island. Benannt wurde er von Louis de Bougainville nach dem französischen Außenminister Étienne-François de Choiseul.